# William Eden Nesfield
William Eden Nesfield (2 avril 1835 - 25 mars 1888) est un architecte britannique . Avec son associé, Richard Norman Shaw, il conçoit plusieurs maisons en Grande-Bretagne dans les styles 'Old English' et 'Queen Anne' au cours des années 1860 et 1870. Il est également dessinateur et peintre.

## Biographie

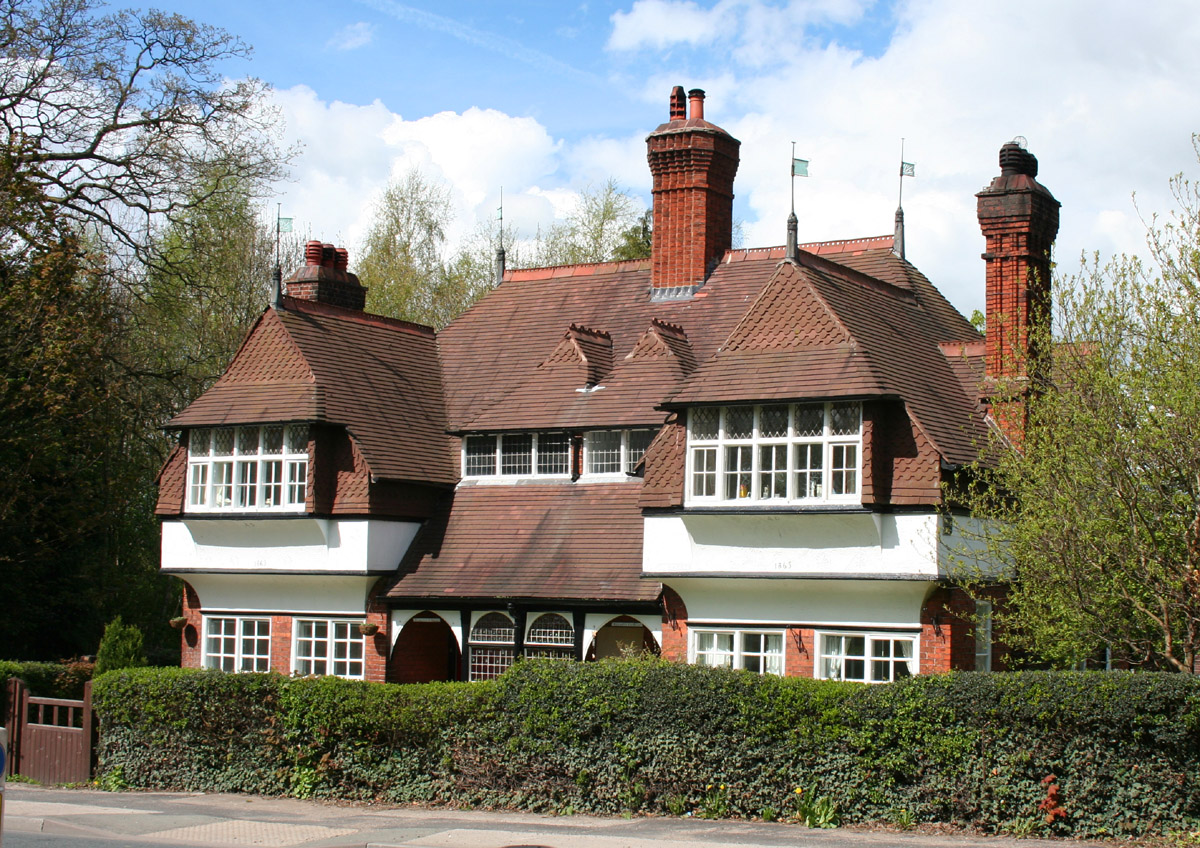
Stowford et Magnolia Cottages, près de Crewe, sont parmi les premières œuvres de WE Nesfield (1865)

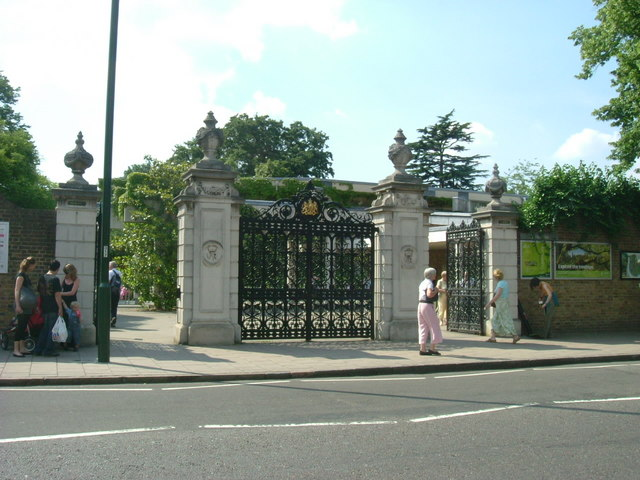
Une des œuvres ultérieures de WE Nesfield (1868) ; la porte Victoria, Kew Gardens

William Eden Nesfield est né à Bath le 2 avril 1835, fils aîné de l'architecte paysagiste et peintre William Andrews Nesfield. Il fait ses études au Collège d'Eton.
En 1850, il est stagiaire chez l'architecte William Burn, mais après deux ans, il passe au cabinet de son oncle par alliance, Anthony Salvin. Il étudie le dessin architectural sous James Kellaway Colling (en). Il voyage beaucoup dans les années 1850 et publie ses dessins dans Specimens of Mediaeval Architecture (1862), qui est dédié à William Craven (2e comte Craven).
Vers 1860, il commence sa propre pratique architecturale mais il se lie rapidement avec son ami Richard Norman Shaw, avec qui il est en association entre 1866 et 1869, bien qu'ils aient gardé leurs cabinets séparés.
Nesfield et Shaw contribuent grandement aux nouveaux styles d'architecture domestique en Grande-Bretagne, qui commencent dans les années 1860 et se sont épanouis dans les années 1870, notamment les styles Old English et Queen Anne. De nombreux clients de Nesfield sont de riches amis de son père, et ses créations ont tendance à être plus extravagantes et ornementales que celles de Shaw. Des exemples notables sont des ajouts à l'Abbaye de Coombe, Warwickshire (1862-5, pour la plupart démolis); Cloverley Hall  Shropshire (1866–8, partiellement démoli) ; Kinmel Hall, Flintshire (1871–4) et Bodrhyddan (1872–4). Il conçoit également de nombreux petits pavillons et cottages, le plus célèbre étant un pavillon à Regent's Park (démoli) et un autre à Kew Gardens (1866-1867), tous deux à Londres. Il conçoit également la porte Victoria (1868), l'une des principales entrées des jardins, ainsi que la porte Cumberland à proximité. À Loughton, Nesfield conçoit (1877) l'église Saint-Nicolas, puis est chargé (1878) de reconstruire Loughton Hall, tous deux pour la famille Maitland. Dans le Montgomeryshire, Nesfield reconstruit en grande partie l'église Saint-Beuno (en) de Bettws Cedewain et redessine Maesmawr Hall (en) en 1876.
Nesfield abandonne la pratique de l'architecture à peu près au moment de la mort de son père en 1881 et se retire à Brighton, où il est décédé en 1888 à l'âge de 52 ans. Il est généralement considéré comme l'un des architectes domestiques les plus originaux de l'époque victorienne. Il n'était pas intéressé par la publicité mais préférait poursuivre sa carrière en privé et s'amuser avec ses amis bohèmes, dont beaucoup étaient des artistes.